# Mors (mitología)

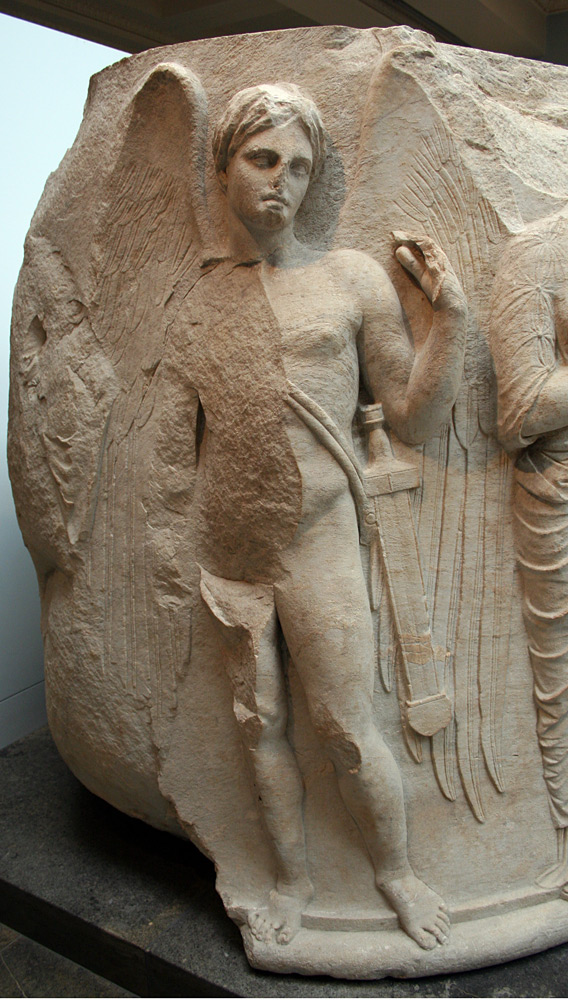
Joven alado llevando una espada envainada, probablemente Tanatos, personificación de la muerte. Detalle de un tambor de un capitel de mármol esculpido, proveniente del Templo de Artemisa de Éfeso, circa 325-300 a. C. Descubierto en la esquina suroeste del templo.

Mors, o la «Muerte» como personificación, es una abstracción divina o numen de la mitología romana. Mientras que en la Antigua Grecia la Muerte estaba personificada por un genio masculino, Tánatos, en la Antigua Roma Mors era la pura personificación femenina de la muerte, sin mitos propios. Otros autores latinos la denominan como Letum, la «destrucción». La Muerte suele ser la adaptación y traducción latina, por lo tanto, de Tánato, y así se la imaginaba, por ejemplo, como hija de la Noche (Nox) y hermana del Sueño (Somnus). Boccaccio dice que la Muerte, uno de los veintiún hijos de Érebo, también puede ser referida con otros nombres, como Átropo, Parca, Leto (Letum), Necesidad y Hado (Fatum). Servio diferencia a Mors y Átropo, diciendo que Átropo es la «muerte natural o disolución de las cosas» pero Mors es la «muerte violenta».
Es junto con Tánatos el cuarto jinete, que monta un caballo bayo y es seguido por Plutón (Hades).